# Dr. Axe-Stiftung
Die Dr. Axe-Stiftung ist eine gemeinnützige Stiftung mit Sitz in Bonn, die 1997 von dem Bonner Versicherungsmakler Hans Günther Axe (1920–2008) gegründet wurde.

## Stiftungszwecke
Ihre Aufgabe ist die Unterstützung von Opfern von Gewaltverbrechen, die Förderung der Altenhilfe, von Kunst und Kultur sowie des Tierschutzes. Die Dr. Axe-Stiftung gewährt finanzielle Beihilfen an Krankenhäuser zur Anschaffung neuer Instrumente oder Geräte oder medizinischer Einrichtungen und Ausstattungen. Außerdem fördert sie die Wissenschaft, etwa durch die Gewährung von Zuschüssen für die Anschaffungen von Gegenständen, die der Forschung oder Lehre an den deutschen Universitäten dienen, sowie durch die Vergabe von Promotionsstipendien und die Veranstaltung und Finanzierung von Kolloquien zu den von der Stiftung verfolgten Zwecken. Ihre Förderung von Kunst und Kultur bezieht sich einerseits auf die Unterhaltung eines Kunstkabinetts auf dem Hasenberghof, einem rekonstruierten Dreiseithof in Kronenburg in der Eifel, der auch zur Aufzucht vom Aussterben bedrohter Haustierrassen und als Gnadenhof für Tiere bestimmt ist. Dort sind insbesondere Bilder ausgestellt, die der Stifter selbst gesammelt hatte. Darüber hinaus erwirbt die Stiftung Gemälde der Düsseldorfer Malerschule und publiziert diese in wissenschaftlich erarbeiten Ausstellungskatalogen.